# 源空寺 (京都市)
源空寺（げんくうじ）は、京都府京都市伏見区瀬戸物町にある浄土宗の寺院。詳しくは宝海山法然院源空寺と称する。法然上人二十五霊場第15番。

## 歴史
寺伝によれば、蓮乗房忍空が住持する草庵だった。忍空は当初法然の「選択集」を非難したが、後に後悔して、専修念仏を行じていた。法然63歳の時、奈良東大寺の大仏殿、再建落慶供養の導師を務めた後、帰途、忍空に請われるままに、宿泊し説法をした。それを聞いた木幡の里の人びとは涙を流し、念仏の教えに帰依した。人びとが法然の御影を欲しがったので、法然は、書写して法語を書きためておいた紙を用いて、「張貫の御影」を作り、忍空に与えた。建久6年（1195年）、忍苦は草庵を念仏道場に改め、御影を安置した。
慶長17年（1612年）有名な江戸の幡随意上人台命により、九州から里帰途、広く一切衆生結縁のためには、土地が不便と歎かれ、木幡の里（現在の宇治市炭山）から、現在地に移されんことを請われた。徳川家康公もまた随喜の余り、桃山城内の一宇を寄進されたことにより、念仏道場の基礎が確立された。
その後、嘉永元年（1848年）に火災で焼失している。

## 伽藍
- 山門・・・二層の鐘楼門、伏見城の遺構とされる。
- 境内・・・芙蓉、ムクゲ、彼岸花が咲く。

## 寺宝
- 円光大師座像
- 阿弥陀仏立像
- 張貫の御影
- 朝日大黒天像・・・豊臣秀吉の持念仏で、伏見城の巽櫓（たつみやぐら）にあったものとされる。出世大黒天ともいう。
- 愛染明王像
- 即一六躰地蔵

## 御詠歌
「一声も南無阿弥陀仏と言う人の はちすの上に上らぬはなし」

## 参考
- 源空寺寺伝